# Empoasca garbata
Empoasca garbata är en insektsart som beskrevs av Irena Dworakowska 1977. Empoasca garbata ingår i släktet Empoasca och familjen dvärgstritar.
Artens utbredningsområde är Sudan. Inga underarter finns listade i Catalogue of Life.